# Live at the Regal
Live at the Regal — концертний альбом американського блюзового музиканта Бі Бі Кінга, випущений у 1965 році лейблом ABC-Paramount Records.
Альбом посів 141-е місце у списку 500 найкращих альбомів усіх часів за версією журналу «Rolling Stone». У 1983 році альбом був включений до Зали слави блюзу.

## Опис
У 1965 році альбом посів 6-е місце у R&B Albums і в 1971 році 78-е місце у The Billboard 200 чартах журналу «Billboard».
У 1964 році композиція «How Blue Can You Get» була видана на синглі і посіла 97-е в R&B Singles і 97-е в Billboard Hot 100 місця відповідно.
Альбом посів 141-е місце у списку 500 найкращих альбомів усіх часів за версією журналу «Rolling Stone».

## Визнання
У 1983 році альбом був включений до Зали слави блюзу в категорії «Класичний блюзовий запис — альбом».
У 2006 році альбом включили до Національного реєстру аудіозаписів Бібліотеки конгресу США як такий, що «має культурне, історичне або естетичне значення» (до цього реєстру включаються найбільш значні записи в історії США, які мають бути збережені для майбутніх поколінь і тому мають знаходитися в особливому зберіганні).

## Список композицій
1. «Every Day I Have the Blues» (Пітер Четмен) — 2:38
2. «Sweet Little Angel» (Райлі Б. Кінг, Жуль Тауб) — 4:12
3. «It's My Own Fault» (Джон Лі Гукер) — 3:25
4. «How Blue Can You Get?» (Джейн Фезер)— 3:44
5. «Please Love Me» (Райлі Кінг, Жуль Тауб) — 3:01
6. «You Upset Me Baby» (Джо Джосі, Максвелл Девіс) — 2:22
7. «Worry, Worry» (Девіс Пламбер, Жуль Тауб) — 6:24
8. «Woke Up This Morning» (Райлі Б. Кінг, Жуль Тауб)— 1:45
9. «You Done Lost Your Good Thing Now» — 5:30
10. «Help the Poor» (Чарлі Сінглтон)— 2:58

## Учасники запису
- Бі Бі Кінг — гітара і вокал
- Дюк Джетро — фортепіано
- Боббі Форт — тенор-саксофон
- Джонні Борд — тенор-саксофон
- Кенні Сендс — труба
- Лео Лочі — бас
- Сонні Фрімен — ударні

Технічний персонал
- Джонні Пейт — продюсер, інженер звукозапису
- Дон Бронстайн — обкладинка
- Рік Ворд — текст до обкладинки

## Хіт-паради
Альбоми
| Рік  | Чарт               | Позиція |
| ---- | ------------------ | ------- |
| 1965 | R&B Albums         | 6       |
| 1971 | The Billboard 200  | 78      |
| 2015 | The Billboard 200  | 56      |
| 2015 | Top Digital Albums | 11      |
| 2015 | Top Pop Catalog    | 2       |

Сингли
| Рік  | Сингл                  | Чарт              | Позиція |
| ---- | ---------------------- | ----------------- | ------- |
| 1964 | «How Blue Can You Get» | R&B Singles       | 97      |
| 1964 | «How Blue Can You Get» | Billboard Hot 100 | 97      |